# Fumaria judaica
Fumaria judaica är en vallmoväxtart. Fumaria judaica ingår i släktet jordrökar, och familjen vallmoväxter.

## Underarter
Arten delas in i följande underarter:
- F. j. amarysia
- F. j. insignis
- F. j. judaica

## Bildgalleri

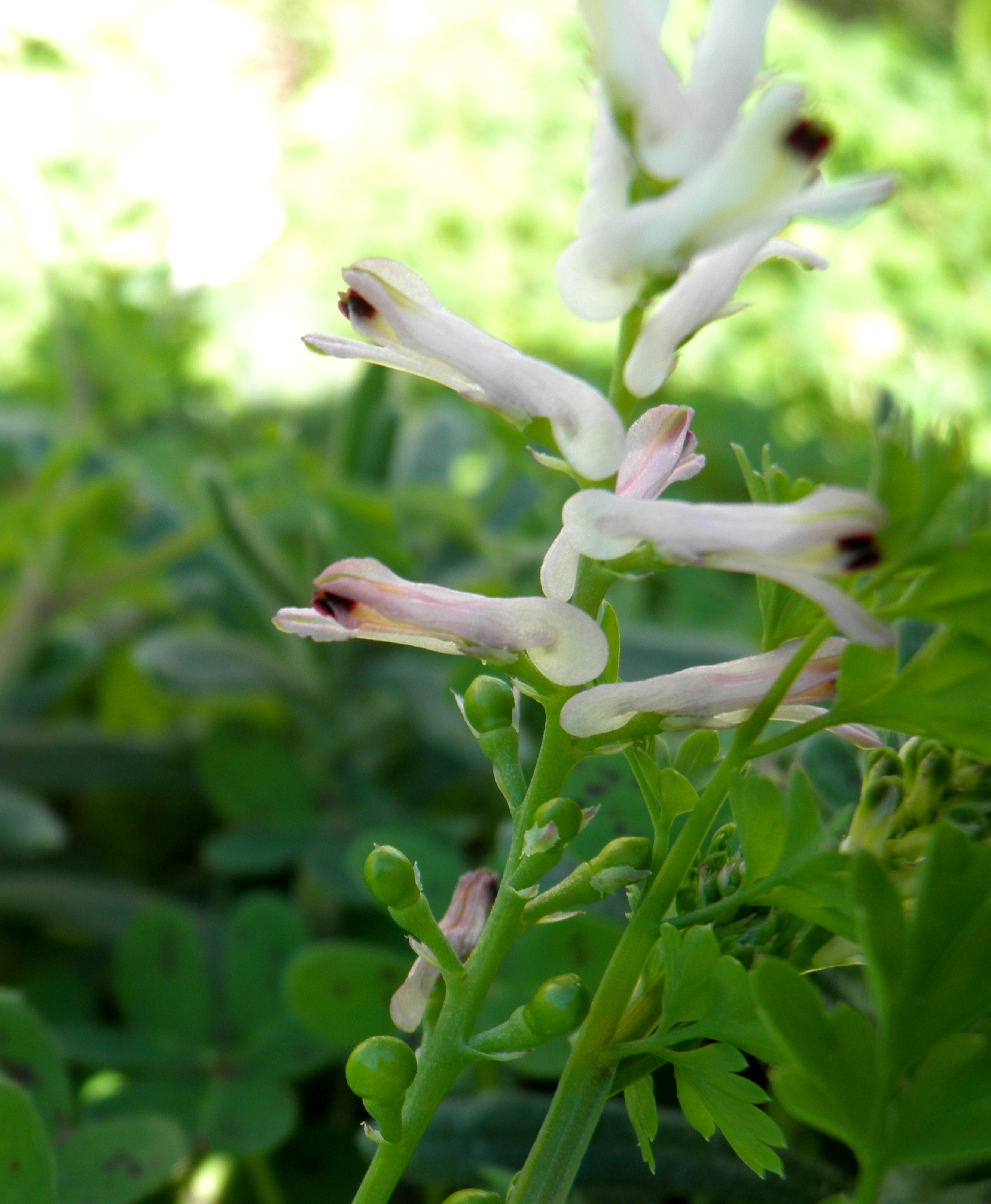
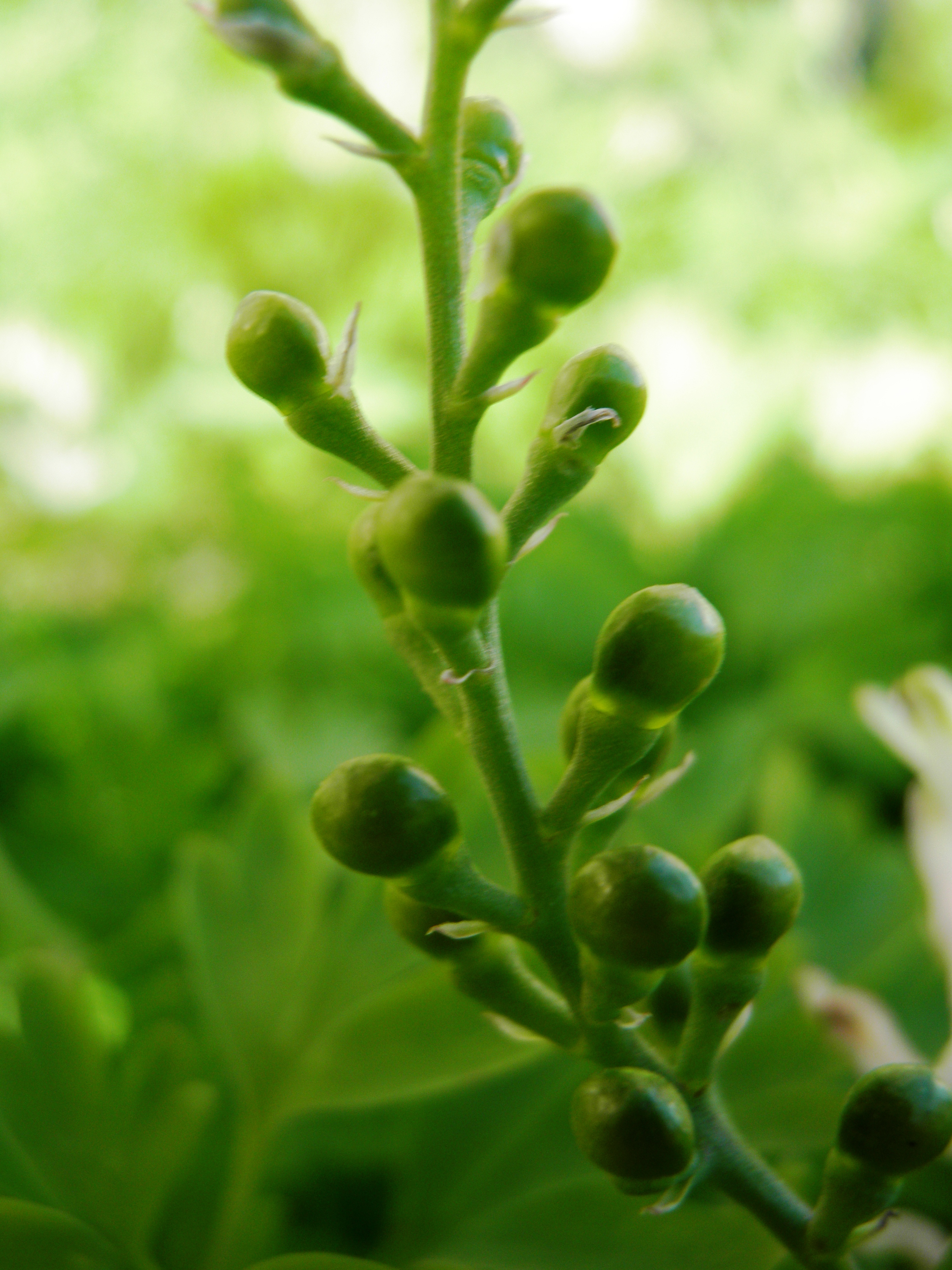
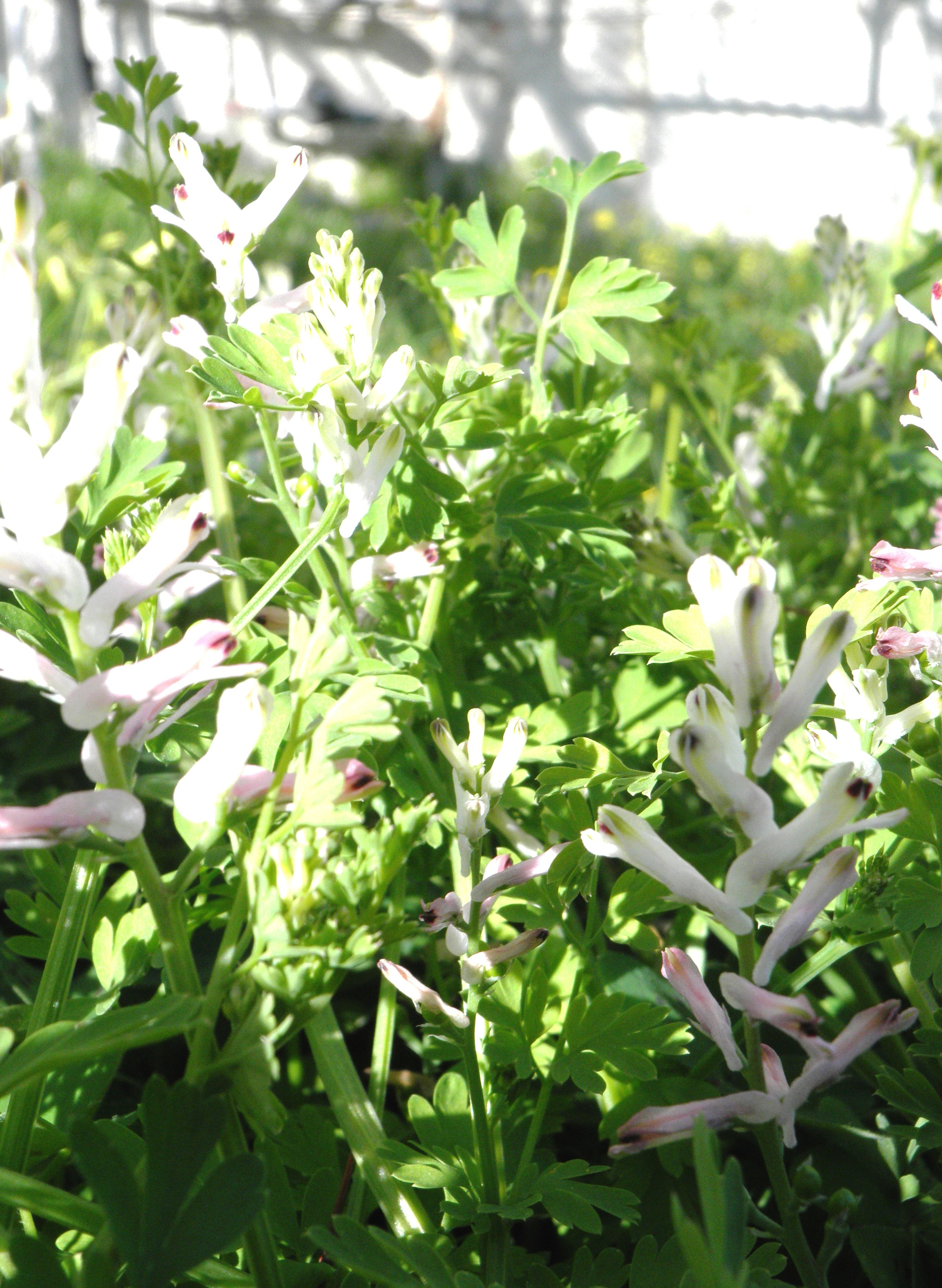
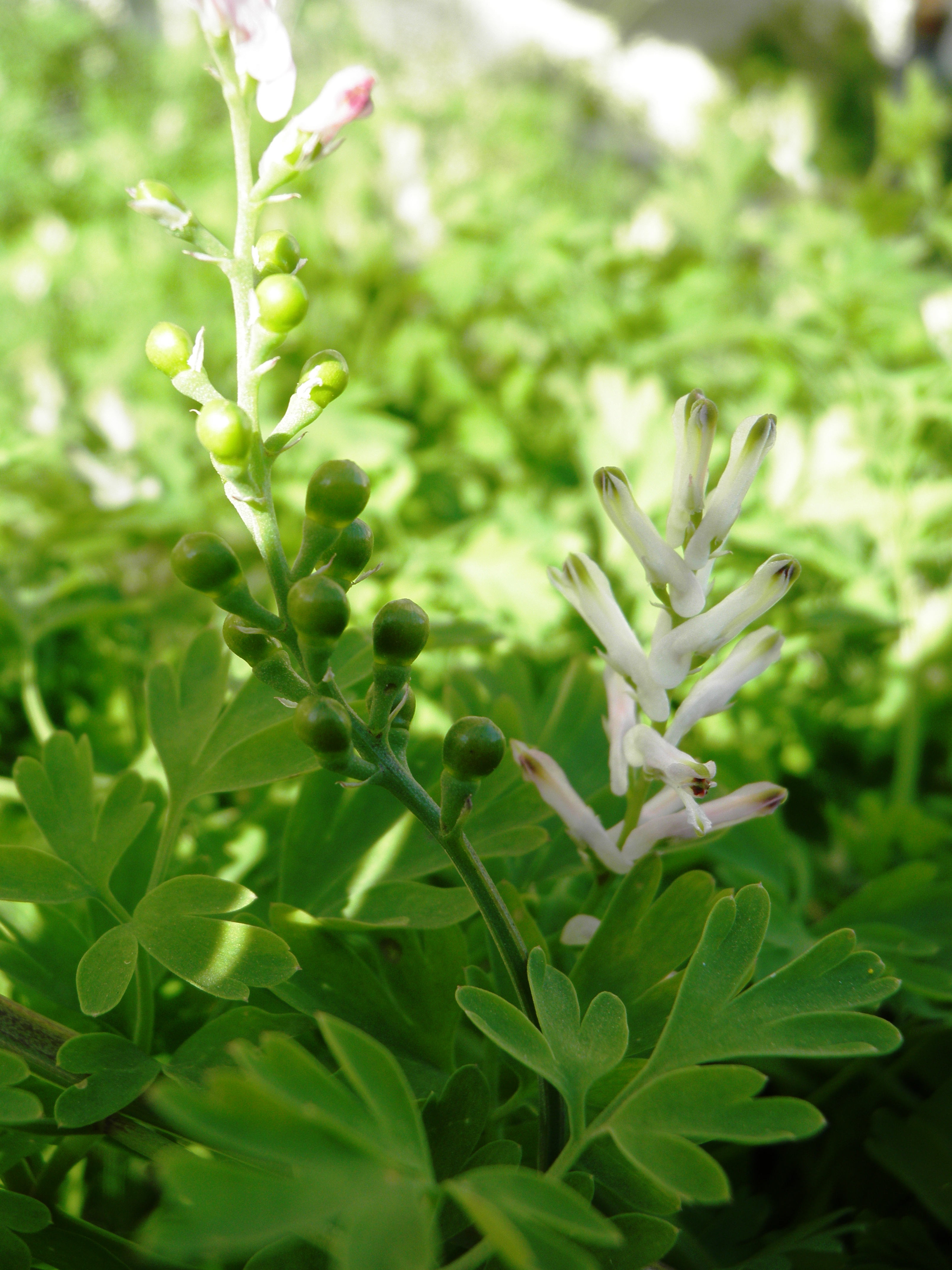